# Puchar „Sportu” i PZHL 1984/1985
Puchar „Sportu” i PZHL 1984/1985 – druga edycja rozgrywek o Puchar „Sportu” i PZHL.

## Wyniki
Wyniki meczów rozegranych w marcu 1985 podczas przerwy w rozgrywkach I ligi 1984/1985 na zgrupowanie kadry Polski:
- Cracovia – Polonia Bytom 2:4 (0:2, 1:1, 1:1)
- GKS Katowice – Podhale Nowy Targ 12:3 (4:1, 3:1, 5:1)